# Бантеай Меантей
Бантеай Меантей (на кхмерски: បន្ទាយមានជ័យ, буквално: Крепост на победата) е една от двайсетте провинции в Камбоджа. На север граничи с провинция Одар Меантей, на юг с провинция Батамбанг, на запад с Тайланд, а на изток с провинция Сием Реап.
До 1988 Бантеай Меантей е част от провинция Батамбанг, но след сериозни административни реформи е обособена като отделна провинция, която първоначално включва само пет окръга.

## Административно деление
Провинция Бантеай Меантей се състои от административния център Сисопхон и още осем окръга:
- Монгкол Борей (01 – 02)
- Пхнум Срок (01 – 03)
- Преах Нетр Преах (01 – 04)
- Оу Хров (01 – 05)
- Серей Саопхоан (01 – 06)
- Тхма Пуок (01 – 07)
- Свай Тек (01 – 08)
- Малаии (01 – 09)

## Галерия
- Изглед от Пойпет
- Местна кухня